# NGC 5434
NGC 5434 (NGC 5434A) je spiralna galaktika u zviježđu Volaru. 

## Vanjske poveznice
- (engl.) SEDS: NGC 5434
- (engl.) Revidirani Novi opći katalog
- (engl.) Izvangalaktička baza podataka NASA-e i IPAC-a
- (engl.) Astronomska baza podataka SIMBAD
- (engl.) VizieR
- DSS-ova slika NGC 5434  Arhivirana inačica izvorne stranice od 8. ožujka 2016. (Wayback Machine)